# Хризостом (Коронеос)
Митрополи́т Хризосто́м (греч. Μητροπολίτης Χρυσόστομος в миру Ксенофон Коронеос греч. Ξενοφῶν Κορωναῖος; 1894, село Παλαιὰ Φώκαια, Смирна, Османская империя — 27 ноября 1976, Стамбул, Турция) — епископ Константинопольской православной церкви, митрополит Неокесарийский (1944—1976).

## Биография
Родился в 1894 году в селении Παλαιὰ Φώκαια близ Смирны, в Малой Азии в семье Харлампия Коронеоса и Екатерины (в девичестве Кириаку).
Начальное образование получил в родном селе, а позднее обучался в школе «Εὐαγγελικῆς Σχολῆς» в Смирне.
В 1913 году поступил в Халкинскую богословскую школу. В период с 1917 по 1919 год прервал обучение и служил в турецкой армии, а с 1919 по 1922 год продолжил обучение в Халкинской семинарии, где был рукоположен митрополитом Кизическим Каллиником (Деликани) в сан диакона. 2 октября 1922 года в храме Халкинской богословской школы был наречён Хризостомом. Защитил диссертацию на тему «Ἡ περὶ Λόγου Διδασκαλία κατὰ τὸν Εὐαγγελιστὴν Ἰωάννην» и 18 июля 1923 года был рукоположен в сан пресвитера.
С 1923 года преподавал греческую историю и географию в Халкинской богословской школе, а с 1927 года — экзегетику и богословие. В 1929 году патриархом Константинопольским Василием III был возведён в достоинство архимандрита.
С 1931 по 1933 год обучался в католической богословской школе при Страсбургском университете, защитив диссертацию на тему «Ἡ συμβολὴ τοῦ Ἀποστόλου Παύλου εἰς τὴν διάδοσιν τοῦ Χριστιανισμοῦ».
В октябре 1933 года был назначен профессором экзегетики Ветхого и Нового завета, еврейской археологии и герменевтики (1933—1950); канонического права (1933—1940) Халкинской богословской школы.
25 апреля 1944 года был избран для рукоположения в сан митрополита Неокесарийского.
Скончался в ночь с 26 на 27 ноября 1976 года и был похоронен на кладбище монастыря Живоносного источника в Стамбуле.
Кроме родного греческого, владел турецким, французским, латинским и русским языками.